# Csilla Hosszú
Csilla Hosszú (Satu Mare, 4 settembre 1962) è un'ex cestista rumena.

## Carriera
Con la Romania ha disputato i Campionati europei (Campionati europei del 1983.